# 藤永佳子
藤永 佳子（ふじなが よしこ、1981年8月15日 - ）は、日本女子の陸上競技元選手・現教職員・指導者。専門は長距離走・マラソン。身長171cm、体重55kg。血液型O型。趣味は旅行。好物はみかん、ウナギ。
長崎県立諫早高等学校時代から、駅伝・トラック種目等で注目された大型女子選手だった。その後筑波大学へ進学し、大学卒業後は資生堂ランニングクラブに所属。2009年4月から2012年3月まで資生堂女子陸上競技部のキャプテンを務めていた。

## 人物・経歴
長崎県北松浦郡佐々町生まれ。1994年、佐々町立佐々中学校入学後から陸上競技を始める。
1997年、諫早市に転居し、長崎県立諫早高等学校に進学。諫早高校の陸上部はこの頃から県内有数の強豪校となっていたこともあり、全国高等学校駅伝競走大会で2・3年次には2年連続1区区間賞を獲得。また、高校総体での活躍もあり、在学中から日本代表として世界的に活躍した。さらに1999年には高校3年生で、世界陸上選手権の日本女子長距離代表に選出、同大会の予選レースに出走した。
- 世界クロスカントリー選手権ジュニア代表（1998年・1999年）
- 世界ジュニア陸上選手権 3000m代表（1998年）
- 世界陸上選手権セビリア大会 5000m代表（1999年・予選落ち）

特に1999年の世界クロスカントリー選手権ではジュニア女子で銅メダルを獲得。これはクロスカントリー種目世界大会で日本人唯一のメダルである。
2000年、筑波大学に進学。その年、日本選手権女子5000mで優勝するなど将来を嘱望されたが、3年次以降は度重なる怪我などにより足踏みが続いた。大学を卒業した2004年、資生堂に入社。一部のチームメイトが路線の違いからセカンドウィンドACを設立して退社した際も残り、以後は弘山勉・晴美夫妻の指導を受けるようになった。
初マラソンとなった2009年3月の名古屋国際女子マラソンでは終始先頭集団に食らいつき、36.9Km地点でトップを走っていた新谷仁美を追い越した後は独走となり、逆転でのマラソン初優勝を果たした。タイムは2時間28分台と、初マラソンという点を勘案してもさほど良い記録ではなかったが、世界陸上選手権のマラソン日本代表について、各選考レースにおける日本人最上位者を代表内定とするという陸連の規定により、自身10年ぶりの世界陸上代表に内定した。
2009年8月に行われた世界陸上ベルリン大会女子マラソンでは、中盤先頭集団のペースアップについていけず26Km過ぎから後退。結局14位のゴールに留まったものの、女子マラソン団体戦では日本代表の銀メダル獲得に貢献した。
2010年1月の愛媛マラソンにゲストランナーとしてオープン参加、2時間38分台で完走（公式記録・順位は無し）。2011年3月の名古屋国際女子マラソンは、東日本大震災の為に中止、代替レースとして同年4月のロンドンマラソンに出走。30Kmを過ぎてから日本女子の2番手（日本女子トップは赤羽有紀子の6位）を走っていたが後半ややペースダウン、ゴール直前で野尻あずさに惜しくもかわされて、マラソン自己ベスト記録をマークしたが13位に留まった。
2012年8月開催のロンドンオリンピック女子マラソン代表選出を目指し、最後の国内選考会である同年3月の名古屋ウィメンズマラソンに出場。レース序盤の5Km付近で先頭集団から早々遅れ初め、一旦は集団に追いついたものの、12Km地点から再び遅れるとその後は先頭集団から離される一方となり、結局38位に終わった。
2012年4月11日、同年4月30日付をもって資生堂ランニングクラブを退部し、現役を引退する事を発表。資生堂退職後は母校・諫早高校のスポーツ専門員に就任。同高校の陸上部コーチを務めながら、教職員を目指していた。
引退後の2013年1月27日、石垣島マラソンで2時間59分台のタイムながら4年ぶり2回目のマラソン優勝を達成。同年2月24日は、東京マラソンに出場し完走。
2014年4月1日付より、諫早高校の保健体育教員へ正式に就任。

## 主な戦績
| 年     | 大会名                         | 開催国   | 距離／区間   | 戦績     | 記録                    |
| ------ | ------------------------------ | -------- | ------------ | -------- | ----------------------- |
| 1997年 | 全国高等学校駅伝競走大会       | 日本     | 女子2区      | 区間2位  | 13分05秒                |
| 1998年 | 世界クロスカントリー選手権     | モロッコ | ジュニア女子 | 14位     | 20分28秒                |
| 1998年 | 世界ジュニア陸上競技選手権大会 | フランス | 女子3000m    | 5位      | 9分15秒64               |
| 1998年 | 全国高等学校駅伝競走大会       | 日本     | 女子1区      | 区間1位  | 19分16秒                |
| 1999年 | 世界クロスカントリー選手権     | イギリス | ジュニア女子 | 3位      | 21分41秒                |
| 1999年 | 世界陸上選手権セビリア大会     | スペイン | 女子5000m    | 予選14位 | 15分51秒52              |
| 1999年 | 全国高等学校駅伝競走大会       | 日本     | 女子1区      | 区間1位  | 19分04秒 区間新（当時） |
| 2000年 | 日本陸上競技選手権大会         | 日本     | 女子5000m    | 優勝     | 15分27秒82              |
| 2001年 | 世界クロスカントリー選手権     | ベルギー | 女子         | 25位     | 30分01秒                |
| 2001年 | 第21回ユニバーシアード         | 中国     | 女子5000m    | 3位      | 15分43秒94              |
| 2001年 | 第21回ユニバーシアード         | 中国     | 女子10000m   | 2位      | 32分53秒55              |
| 2009年 | 名古屋国際女子マラソン         | 日本     | マラソン     | 優勝     | 2時間28分13秒           |
| 2009年 | 世界陸上選手権ベルリン大会     | ドイツ   | マラソン     | 14位     | 2時間29分53秒           |
| 2011年 | ロンドンマラソン               | イギリス | マラソン     | 13位     | 2時間25分40秒           |
| 2012年 | 名古屋ウィメンズマラソン       | 日本     | マラソン     | 38位     | 2時間41分14秒           |
| 2013年 | 石垣島マラソン                 | 日本     | マラソン     | 優勝     | 2時間59分23秒           |
| 2013年 | 東京マラソン2013               | 日本     | マラソン     | 66位     | 3時間05分58秒           |

## 自己ベスト
- 1500m　4分24秒16　利府　2006年5月20日
- 5000m　15分22秒68　大阪　1999年5月8日
- 10000m　31分47秒82　神戸　2001年4月22日
- 15km　49分50秒　丸亀　2009年2月1日
- 20km　1時間6分44秒　丸亀　2009年2月1日
- ハーフマラソン　1時間9分19秒　神戸　2001年12月16日
- マラソン　2時間25分40秒　ロンドン　2011年4月17日